# Ondřej Kolín
Ondřej Kolín (* 10. února 1995 Praha) je český herec. Od roku 2019 účinkoval v libereckém Divadle F. X. Šaldy.

## Život
Vyrůstal v Cotkytli u Lanškrouna na pomezí Čech a Moravy. Už od útlého věku byl hudebně nadaný, a tak hraje nejen na klavír, ale i na kytaru, harmoniku nebo bicí. Svou první zkušenost s divadlem získal na gymnáziu v Lanškrouně, kde hrál v amatérském spolku Škeble. V roce 2020 vystudoval činoherní herectví na Divadelní fakultě Janáčkovy akademie múzických umění v Brně v ateliéru Oxany Smilkové.

## Kariéra
Ještě za studií vystupoval v ostravském Cirkuse trochu jinak jako mim, klaun a akrobat na chůdách. Roku 2019 nastoupil k činohře Divadla F. X. Šaldy.  Zde účinkoval například ve hře Semafor nebo Moje první židovské Vánoce, a v mnoha dalších. Dnes účinkuje v libereckém divadle pouze jako host. Můžete ho najít například v Divadle Polárka, Horáckém divadle Jihlava nebo v Co.labs. S dalšími herci ( Eliška Jansová, Stavros Pozidis, Filip Jáša ) divadla F. X. Šaldy založil kapelu Ne-klišé, která odehrála už řadu koncertů.  